# Patrik Stockman
Patrik Stockman, född 19 augusti 1824 i Fors församling, Älvsborgs län, död 25 mars 1890 i Stockholm (folkbokförd i Erikstads församling, Älvsborgs län), var en svensk kronolänsman och riksdagsman.
Stockman var kronolänsman i Sundals härads norra distrikt. I riksdagen var han ledamot av andra kammaren 1885–1890, invald i Sundals härads valkrets.